# 小柄齒鯉
小柄齒鯉，為輻鰭魚綱脂鯉目脂鯉亞目半齒脂鯉科的其一種，分布於南美洲亞馬遜河、内格罗河、马代拉河等流域，體長可達17公分，棲息底中層水域，生活習性不明。